# Mariyammanahalli Thanda, Hospet
Mariyammanahalli Thanda là một làng thuộc tehsil Hospet, huyện Bellary, bang Karnataka, Ấn Độ.